# Caetano Diogo Óscar da Silva Vieira
Caetano Diogo Óscar da Silva Vieira (Goa, Goa Norte, Tiswadi, Ribandar, 5 de Setembro de 1819 - Goa, Goa Norte, Pangim, 25 de Outubro de 1885) foi um militar e administrador colonial português.

## Família
Era filho de Julião José da Silva Vieira e de sua mulher Emília Adelaide Correia Monteiro. Foi seu Padrinho o Vice-Rei D. Diogo de Sousa, 1.º Conde de Rio Pardo.

## Biografia
Foi aluno do Real Colégio Militar de Lisboa, onde se matriculou em 1829. Assentou praça de Soldado a 4 de Fevereiro de 1835, Alferes a 16 de Maio de 1836, Tenente por Carta-Patente de 16 de Dezembro de 1843, Capitão da 2.ª Companhia de Caçadores de Damão por Carta-Patente de 20 de Abril de 1854, Major; passou à reforma como Tenente-Coronel do Exército da Índia. Foi encarregado do Governo de Damão na transição do Governador Jerónimo Osório de Castro Cabral de Albuquerque para António Sérgio de Sousa, futuro 1.º Visconde de Sérgio de Sousa.

## Casamento e descendência
Casou em Goa, Goa Norte, Pangim, a 10 de Fevereiro de 1841 com Elisa Carolina Lobato de Faria (Goa, Goa Norte, Pangim, 1825 - Goa, Goa Norte, Pangim, 27 de Novembro de 1900), filha de Francisco Xavier Lobato de Faria e irmã de Eduardo José Lobato de Faria e de Joaquim José Lobato de Faria, da qual teve oito filhas e um filho.